# Plaza de la Independencia (Madrid)
La plaza de la Independencia si trova nella città spagnola di Madrid, all'intersezione di Calle de Alcalá (che l'attraversa da ovest a est) con il Calle de Serrano (a nord) e il Calle de Alfonso XII (a sud). A nord-ovest si trova calle de Salustiano Olózaga, verso sud-est inizia l'Avenida de Méjico, che attraversa interamente il Parque de El Retiro.